# Segunda División 1940/41
Die Segunda División 1940/41 war die zehnte Spielzeit der zweithöchsten spanischen Fußballliga. Sie begann am 29. September 1940 und endete am 3. März 1941. Zwischen dem 9. März und 13. April 1941 wurden die Relegationsspiele ausgetragen. Meister wurde der FC Granada.
Mittels eines am 21. Januar 1941 erlassenen Dekrets des Franco-Regimes war es den Klubs fortan wieder gestattet, die während der Zweiten Spanischen Republik verbotenen monarchistischen Symbole in das Vereinswappen aufzunehmen und Namensbestandteile wie Real zu führen. Das Führen nicht-spanischer Namensbestandteile wie Football Club, Racing, Sporting oder Athletic war dagegen fortan untersagt.

## Vor der Saison
24 Mannschaften spielten in zwei Gruppen zu je zwölf Teams. Die ersten beiden jeder Gruppe qualifizierten sich für die Aufstiegsrunde, in der die beiden besten Vereine direkt in die Primera División aufstiegen. Die beiden anderen Teams konnten sich in den Play-offs durchsetzten und stiegen ebenfalls auf.
Als Absteiger aus der Primera División nahmen Betis Sevilla und Real Santander teil, Aufsteiger aus der Divisiones Regionales gab es diese Saison nicht. 

## Gruppe 1
| Pl. | Verein                 | Sp. | S  | U | N  | Tore    | Quote | Punkte |
| --- | ---------------------- | --- | -- | - | -- | ------- | ----- | ------ |
| 1.  | Real Sociedad          | 22  | 16 | 2 | 4  | 073:390 | 1,87  | 34:10  |
| 2.  | Deportivo La Coruña    | 22  | 14 | 5 | 3  | 075:260 | 2,88  | 33:11  |
| 3.  | Real Gijón             | 22  | 13 | 3 | 6  | 050:380 | 1,32  | 29:15  |
| 4.  | Club Ferrol            | 22  | 11 | 4 | 7  | 049:360 | 1,36  | 26:18  |
| 5.  | CA Osasuna             | 22  | 11 | 2 | 9  | 044:450 | 0,98  | 24:20  |
| 6.  | Real Santander (A)     | 22  | 9  | 4 | 9  | 042:400 | 1,05  | 22:22  |
| 7.  | UD Salamanca           | 22  | 6  | 6 | 10 | 032:460 | 0,70  | 18:26  |
| 8.  | Arenas Club            | 22  | 8  | 2 | 12 | 028:480 | 0,58  | 18:26  |
| 9.  | Real Unión Irún        | 22  | 6  | 5 | 11 | 037:580 | 0,64  | 17:27  |
| 10. | Real Valladolid        | 22  | 7  | 2 | 13 | 039:500 | 0,78  | 16:28  |
| 11. | FC Barakaldo Oriamendi | 22  | 5  | 6 | 11 | 041:570 | 0,72  | 16:28  |
| 12. | Real Avilés            | 22  | 2  | 7 | 13 | 027:540 | 0,50  | 11:33  |

Platzierungskriterien: 1. Punkte – 2. Direkter Vergleich  – 3. Torquotient – 4. geschossene Tore
| (A) | Absteiger der Saison 1939/40 |

## Gruppe 2
| Pl. | Verein                | Sp. | S  | U | N  | Tore    | Quote | Punkte |
| --- | --------------------- | --- | -- | - | -- | ------- | ----- | ------ |
| 1.  | CD Castellón          | 22  | 14 | 3 | 5  | 064:340 | 1,88  | 31:13  |
| 2.  | FC Granada            | 22  | 13 | 4 | 5  | 043:210 | 2,05  | 30:14  |
| 3.  | UD Levante-Gimnastico | 22  | 13 | 3 | 6  | 059:350 | 1,69  | 29:15  |
| 4.  | FC Girona             | 22  | 12 | 2 | 8  | 044:280 | 1,57  | 26:18  |
| 5.  | CD Malacitano         | 22  | 10 | 5 | 7  | 045:340 | 1,32  | 25:19  |
| 6.  | Jerez FC              | 22  | 9  | 5 | 8  | 032:380 | 0,84  | 23:21  |
| 7.  | Betis Sevilla (A)     | 22  | 10 | 3 | 9  | 045:330 | 1,36  | 23:21  |
| 8.  | FC Cádiz              | 22  | 9  | 3 | 10 | 046:340 | 1,35  | 21:23  |
| 9.  | CE Sabadell           | 22  | 8  | 4 | 10 | 037:430 | 0,86  | 20:24  |
| 10. | Cartagena CF          | 22  | 7  | 5 | 10 | 041:510 | 0,80  | 19:25  |
| 11. | CD Córdoba            | 22  | 3  | 3 | 16 | 027:690 | 0,39  | 09:35  |
| 12. | FC Badalona           | 22  | 3  | 2 | 17 | 021:840 | 0,25  | 08:36  |

Platzierungskriterien: 1. Punkte – 2. Direkter Vergleich  – 3. Torquotient – 4. geschossene Tore
| (A) | Absteiger der Saison 1939/40 |

## Aufstiegsrunde
| Pl. | Verein              | Sp. | S | U | N | Tore    | Quote | Punkte |
| --- | ------------------- | --- | - | - | - | ------- | ----- | ------ |
| 1.  | FC Granada          | 6   | 4 | 0 | 2 | 010:100 | 1,00  | 08:40  |
| 2.  | Real Sociedad       | 6   | 3 | 0 | 3 | 015:110 | 1,36  | 06:60  |
| 3.  | Deportivo La Coruña | 6   | 3 | 0 | 3 | 015:110 | 1,36  | 06:60  |
| 4.  | CD Castellón        | 6   | 2 | 0 | 4 | 009:170 | 0,53  | 04:80  |

|                     | FC Granada |     | Deportivo La Coruña | CD Castellón |
| ------------------- | ---------- | --- | ------------------- | ------------ |
| FC Granada          |            | 2:1 | 1:3                 | 3:2          |
| Real Sociedad       | 1:2        |     | 2:0                 | 7:1          |
| Deportivo La Coruña | 3:1        | 3:4 |                     | 6:0          |
| CD Castellón        | 1:2        | 3:0 | 3:0                 |              |

### Play-offs
Die Spiele zwischen dem 11. bzw. 12 der Primera División und den Dritten bzw. Vierten der Aufstiegsrunde fanden am 2. und 4. Mai 1941 statt.
|              | Ergebnis |                     |
| ------------ | -------- | ------------------- |
| Saragossa FC | 2:3      | CD Castellón        |
| Real Murcia  | 1:2      | Deportivo La Coruña |

## Relegation
Die Spiele zwischen den beiden Elften der Segunda División und den Dritten bzw. Vierten der Tercera División fanden am 4. und 15. Mai 1941 statt.
|                        | Ergebnis |                  |
| ---------------------- | -------- | ---------------- |
| FC Barakaldo Oriamendi | 4:3      | Racing Langreano |
| CD Córdoba             | 1:2      | FC Elche         |

## Nach der Saison
Aufsteiger in die Primera División
- 01. – FC Granada
- 02. – Real Sociedad
- 03. – Deportivo La Coruña
- 04. – CD Castellón

 Absteiger in die Divisiones Regionales
- 11. (Gr. 2) – CD Córdoba
- 12. (Gr. 1) – Real Avilés
- 12. (Gr. 2) – FC Badalona

 Absteiger aus der Primera División
- Real Saragossa
- Real Murcia

 Aufsteiger in die Segunda División
- Deportivo Alavés
- AD Ferroviaria
- CE Constància
- Ceuta SC
- FC Elche